# بالگردگاه بریج‌تاون
بالگردگاه بریج‌تاون (به انگلیسی: Bridgetown Heliport) یک فرودگاه خصوصی است که یک باند فرود آسفالت دارد. این فرودگاه در شهر بریج‌تاون کشور باربادوس قرار دارد.